# Carlo Ridolfi
Carlo Ridolfi (Lonigo, 1594-Venecia, 1658) fue un pintor y escritor italiano, alumno de Antonio Vassilacchi. En Venecia Ridolfi hizo La Visitación para la Chiesa di Ognissanti y una Adoración de los Reyes Magos para la Chiesa di San Giovanni Elemosinario. Muchas otras obras se encuentran dispersas por el Véneto.
Era también coleccionista de dibujos y grabados, como lo fue Giorgio Vasari: algunas de estas piezas se encuentran ahora en la Christ Church Library de Oxford.

## Biógrafo de artistas

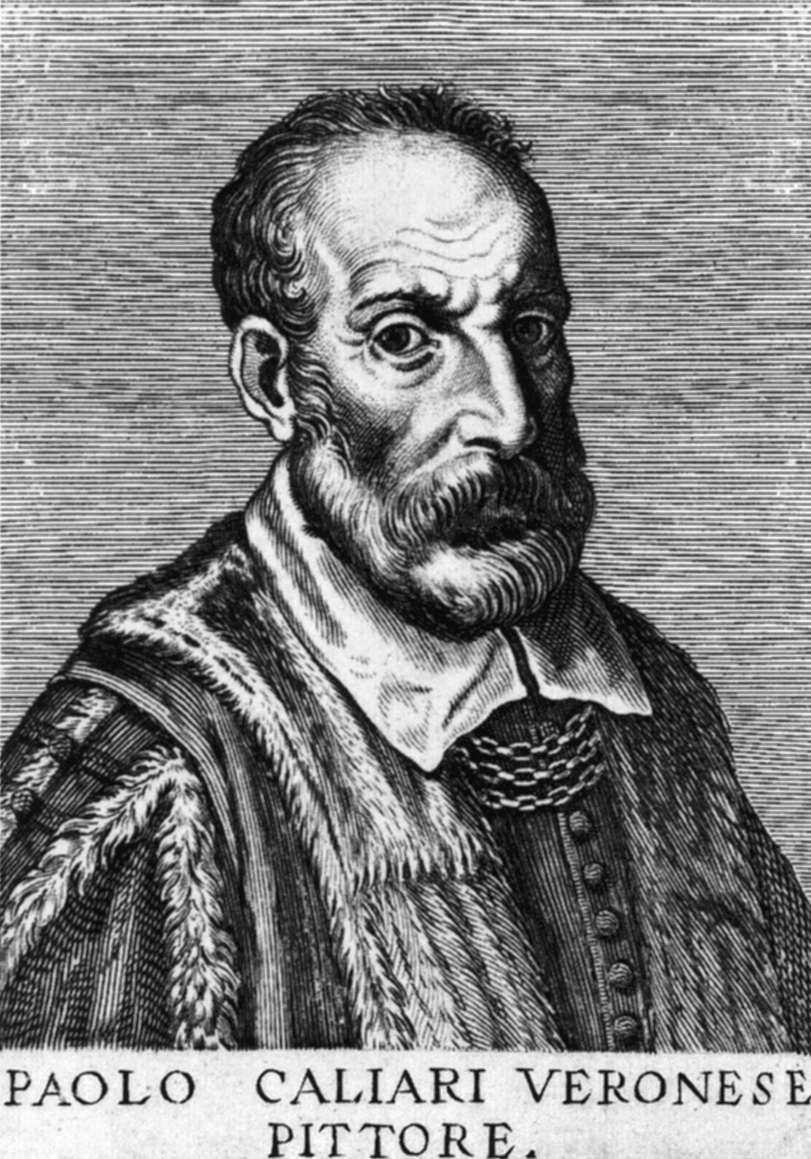
Grabado de Paolo Veronese, 1648, de Ridolfi.

Más que como artista, es conocido por haber escrito muchas biografías de artistas contemporáneos y su obra más conocida es Maraviglie dell'arte, o Le vite degli Illustri Pittori Veneti e dello Stato, publicada en 1648. En 1642 ya había publicado la vida de Tintoretto (Vita di Jacopo Robusti, obra que le valió por parte de la República de Venecia una cadena y una medalla de oro) y la Vita di Paolo Caliari (Veronese) (1646).
Como Vasari, se dedicó principalmente a los artistas toscanos, especialmente los de la región del Véneto: sus atribuciones de obras de arte a ciertos artistas, como en el caso de Giorgione, han sido cuestionados pero sigue siendo una fuente clave para el conocimiento de la historia del arte del renacimiento veneciano. El objetivo de su trabajo era completar la obra de Vasari, que descuidó a algunos artistas de la laguna veneciana.
Su estilo es grandilocuente y lleno de referencias literarias, enriqueciendo a menudo las vidas de los artistas con anécdotas y curiosidades biográficas.

## Fuente
- Esta obra contiene una traducción  derivada de «Carlo Ridolfi» de Wikipedia en italiano, publicada por sus editores bajo la Licencia de documentación libre de GNU y la Licencia Creative Commons Atribución-CompartirIgual 4.0 Internacional.

- Datos: Q776990
- Multimedia: Carlo Ridolfi / Q776990